# Seba (dj)
Sebastian Ahrenberg, artiestennaam Seba,  is een drum and bass producer en diskjockey afkomstig uit Ingarö, een eiland net buiten de Zweedse hoofdstad Stockholm. Seba is ook eigenaar van Secret Operations, een drum and bass-platenlabel.

## Muziekcarrière
Seba's eerste professionele release was Sonic Winds, gemaakt samen met Lo-tek op LTJ Bukem's Good Looking Records in 1995. Het duo gaf Universal Music uit op Good Looking, waarna Seba een reeks soloreleases produceerde op verscheidene labels van Bukem.

### Secret Operations
In 1997 richtte Seba een disco in, genaamd Secret Operations, in de ondergrondse club Tuben in centraal Stockholm. Twee jaar later gaf Operations de compilatie-cd Case One uit met daarop werken van Seba (onder het pseudoniem Forme) en andere artiesten.

### Svek
Van 1999 tot 2003 heeft Ahrenberg een aantal vooral house-platen uitgegeven bij het Zweedse label Svek, toegeschreven aan Seba en Forme. Hij heeft ook met Jesper Dahlbäck (beter bekend als Lenk) samengewerkt aan het houseproject Sunday Brunch. De twee zouden samen enkele nummers op vinyl uitbrengen alsmede een volledige CD getiteld No Resistance in 2002.

### Terugkeer naar drum and bass
In 2002 begon Seba opnieuw drum and bass-opnames uit te geven, voor het eerst bij het Secret Operations-label alsmede verscheidenen andere. Hoewel hij niet meer onder Bukems zicht stond, behield Seba's muziek haar atmosferische klank terwijl er soms een wat agressiever randje aan werd toegevoegd dat zelden te horen was in zijn eerdere werken. Operations' eerste release was Pieces, een coproductie van Seba, Lenk en de onvernoemde Robert Manos als zanger. Manos had eerder al samen met het duo voor Sunday Brunch opgenomen, maar dit was de eerste van vele keren dat hij Ahrenberg vergezelde bij een drum and bass-project.

### Sebadox-tijdperk
In 2004 sloten Seba en Paradox, een bekende drumfunk-artiest, de handen ineen en samen produceerden zij een groot aantal albums in 2004-2006, vooral in 2005. Een compilatie van hun werk in deze periode werd uitgegeven op de CD Beats Me in 2006. Zanger Robert Manos droeg ook bij aan een aantal werken.

## Geselecteerde discografie
- Seba & Lo-tek - Sonic Winds / So Long - 1996
- Seba & Lo-tek - Universal Music - 1997
- Seba - Connected / Catch the Moment - 1998
- Seba - Planetary Funk Alert / Camouflage - 1998
- Seba - Valley Of The Moomins - 1998
- Seba - Waveform / Soul 2000 - 1999
- Sunday Brunch - Honung - 1999
- Sunday Brunch - After the Rain - 2000
- Seba & Lenk - Pieces - 2002
- Seba - Make My Way Home - 2003
- Seba & Lenk (featuring Robert Manos) - 16 Stories - 2004
- Seba & Paradox - You Didn't See It Did You? - 2004
- Seba & Paradox (featuring Robert Manos) - Move On - 2005
- Seba & Paradox (featuring Robert Manos) - Last Goodbye - 2005
- Seba - Forever - 2006
- Seba (featuring Robert Manos) - Heaven Sent - 2006
- Seba & Krazy - Nebula - 2007
- Seba - Return To Forever - 2008
- Seba & Kirsty Hawkshaw - The Joy (Face to Face) - 2010
- Seba - Welcome To Our World - 2011
- Seba - Identity - 2013